# Qemal Stafa
Qemal Stafa, född den 20 mars 1920 i Elbasan, död den 5 maj 1942 i Tirana (mördad), var en albansk kommunistisk politiker.
Stafas far var militär. 1923, när Stafa var tre år gammal, flyttade familjen till Shkodra, där han började skolan och deltog i grundandet av en kommunistisk grupp. Efter faderns död 1936 flyttade familjen till Tirana, där Stafa fortsatte sina studier. I februari 1939 dömdes Stafa till tre års fängelse för spridning av kommunistisk propaganda. Han släpptes dock ut ur fängelset redan i april samma år, i kaoset som uppstod efter den italienska invasionen av Albanien. Han flyttade därefter till Rom för att studera.
Stafa var med och grundade Albaniens kommunistiska parti i november 1941. Han mördades av soldater från den italienska ockupationsmakten i ett hus utanför Tirana i maj 1942; årsdagen av hans död kallas i Albanien för martyrernas dag, då man hedrar minnet av de albaner som stupade i kampen mot den italienska och senare nazityska ockupationsmakten. Stafa har också fått ge namn åt flera gator, torg, militärförläggningar och den största fotbollsstadion i Albanien, Qemal Stafa-stadion.